# J/ψ-мезон
J/ψ-мезон - субатомна частинка, нейтральна, зі спіном 1, в кварковій моделі складається з чарівного кварка і чарівного антикварка. J/ψ-мезон є своєю власною античастинкою. 
Подвійну назву J/ψ-мезон має тому, що його відкрили одночасно в двох різних лабораторіях, і навіть повідомлення про відкриття зробили в один день - 11 листопада 1974, але назвали по різному. Відкриття було зроблене в лабораторії Стенфордського лінійного прискорювача, групою під керівництвом Бертона Ріхтера та в Брукгейвенській національній лабораторії групою, яку очолював Семюел Тінг. Ріхтер і Тінг отримали Нобелівську премію з фізики за 1976.